# Kalo Chorio (Limassol)
Kalo Chorio (in greco: Καλό Χωριό Λεμεσού, letteralmente Bel villaggio) è una comunità situato a 21 chilometri a nord di Limassol a Cipro. È noto soprattutto per la produzione del vino Commandaria.